# Il piccolo spazzacamino
Il piccolo spazzacamino, Op. 45, è un'opera per bambini in tre scene, scritta nel 1948 dal compositore inglese Benjamin Britten su libretto di Eric Crozier.

## Facciamo un'opera!
Il piccolo spazzacamino è la seconda parte di una produzione teatrale intitolata Let's Make an Opera! (Facciamo un'opera!). La prima parte prende la forma di un'opera teatrale in cui il cast ritrae interpreti dilettanti contemporanei che concepiscono, creano e provano l'opera. Inteso come introduzione e demistificazione del genere operistico, lo spettacolo offre anche l'opportunità di far provare gli spettatori nelle quattro "Canzoni del pubblico" che essi canteranno dopo l'intervallo.
Il formato dell'opera cambiò radicalmente nei primi mesi della sua esistenza, passando per almeno tre versioni (di cui una scritta appositamente per la radio) utilizzando approcci diversi nell'esposizione. Una versione iniziale ambientata "sul palco di qualsiasi municipio" durante una prova generale aperta per un'opera già scritta si trasforma in una in cui la narrazione del Piccolo spazzacamino è raccontata da Gladys (Mrs. Parworthy) come una storia vera accaduta a sua nonna, Juliet Brook, quando Juliet aveva quattordici anni nel 1809 o nel 1810. In questo racconto viene rivelato il lieto fine a lungo termine, che lo zio di Juliet (il padre dei bambini di Crome in visita) prese Sammy, lo spazzacamino salvato come aiutante giardiniere. La madre di Gladys lo ricordava come "il vecchio Samuel Sparrow, il capo giardiniere", che le dava le albicocche il giorno del suo compleanno. Il gruppo di sei adulti (compreso il direttore d'orchestra) e sei bambini scelgono questo come soggetto della loro opera fatta in casa, libretto di Anne Dougall, una giovane impiegata di banca scozzese, e musica di Norman Chaffinch, un dilettante entusiasta. L'opera viene scritta, composta, lanciata, prodotta e provata in meno di un'ora.
Ai personaggi adulti dell'opera furono dati i nomi e cognomi dei membri del cast, mentre i bambini originariamente avevano i nomi dei bambini dell'opera. Per questi Britten ha usato i nomi dei figli e dei nipoti di John Gathorne-Hardy, 4º Conte di Cranbrook, un amico personale del compositore, la cui sede familiare di Great Glemham House si trova a pochi chilometri nell'entroterra da Aldeburgh, vicino a Snape. Nelle versioni successive dell'opera i bambini acquisirono anche i nomi dei rispettivi membri del cast, ed Elisabeth Parrish divenne Pamela, per riflettere la parte di Rowan che era stata rilevata da Pamela Woolmore, che originariamente non aveva studiato il ruolo.

### Storia della composizione

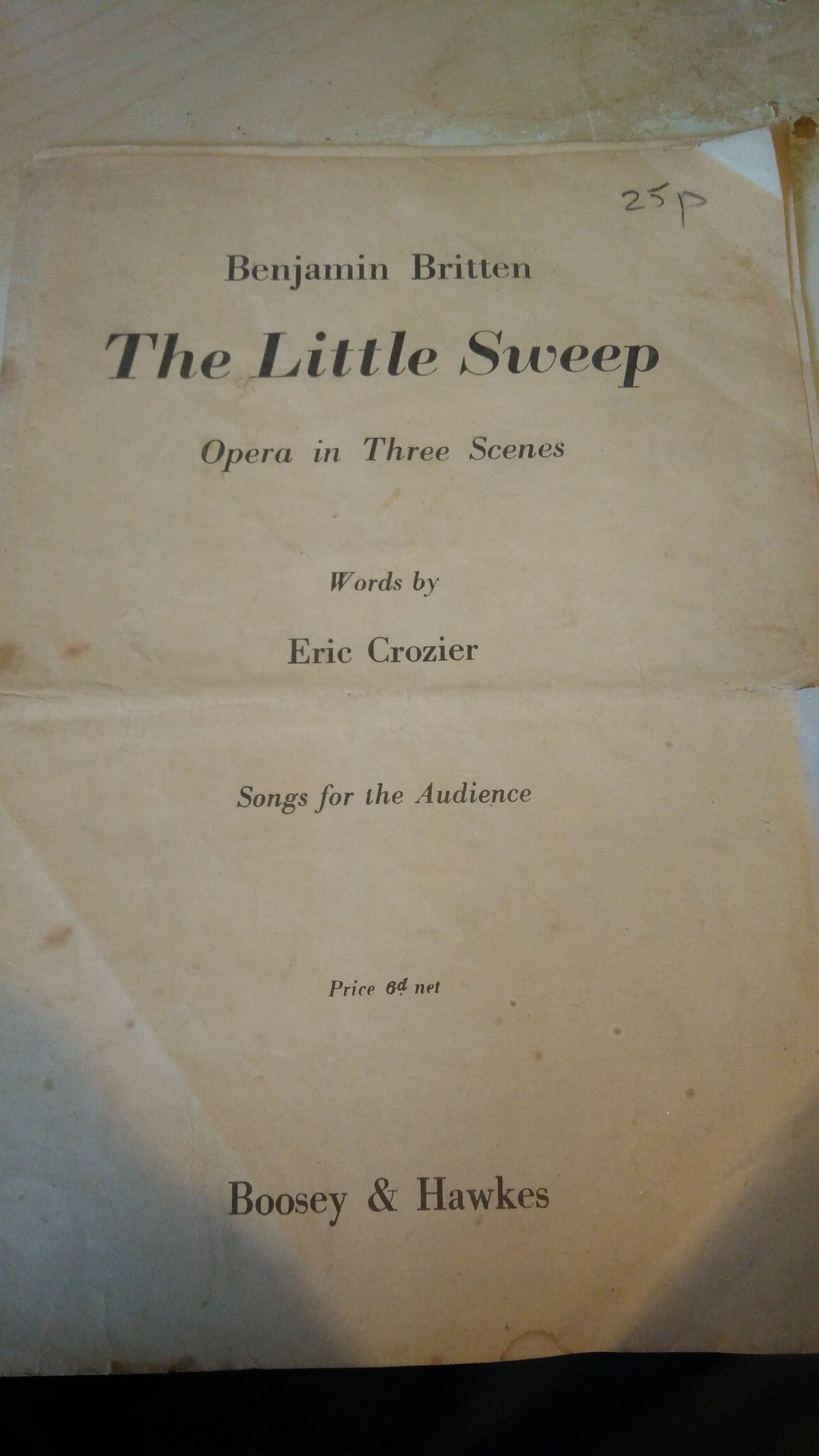
Libretto "Canzoni per il pubblico", consegnato al pubblico nella produzione originale.

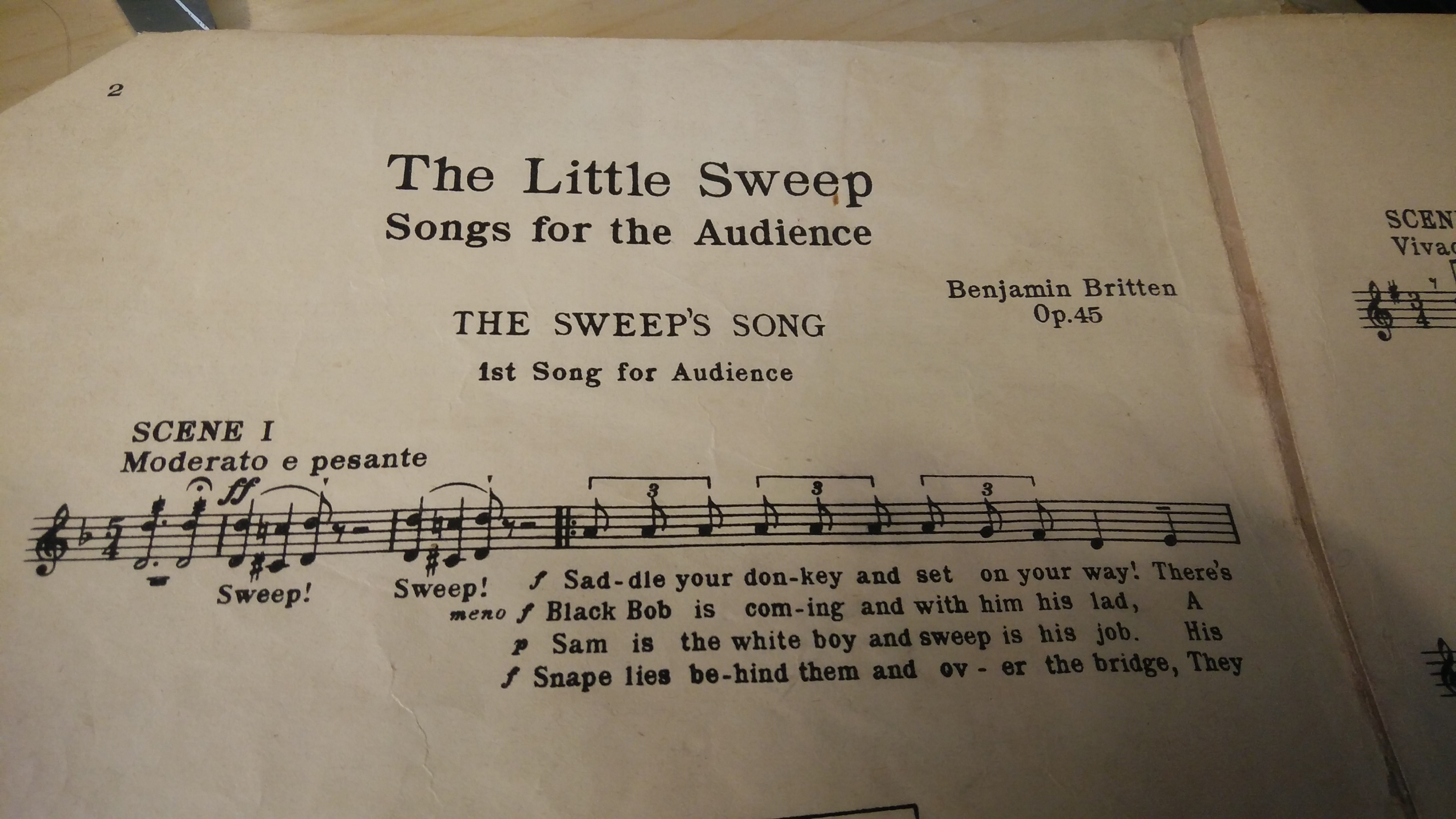
Prima pagina del libretto.

Britten e Crozier pensavano da alcuni anni a un'opera per bambini, ma iniziarono a mettere in pratica il concetto solo nell'autunno del 1948 quando pianificarono il programma del secondo Festival di Aldeburgh. Un pomeriggio Britten suggerì due Songs of Innocence and of Experience di William Blake, intitolati The Chimney Sweeper, e come racconta Crozier, "quella sera avevamo programmato la struttura, l'azione ed i personaggi di una breve opera in tre scene".
Come per Albert Herring, l'opera che aveva aperto il primo Festival di Aldeburgh, l'azione doveva essere ambientata localmente nel Suffolk, questa volta nella Iken Hall, una grande fattoria sulle rive del fiume Alde, la casa di Margery Spring Rice. I personaggi bambini furono trapiantati da una vicina casa di campagna, Great Glenham, che alla fine del XVIII secolo era stata la casa di George Crabbe, l'autore del poema The Borough che aveva costituito la base del capolavoro del 1945 di Britten Peter Grimes. Great Glemham House era (ed è) la casa di Lord Cranbrook, un amico personale del compositore che a quel tempo era presidente del Festival di Aldeburgh. Britten e Crozier adottarono i nomi e i personaggi dei suoi figli e nipoti per l'opera (sebbene i bambini stessi non fossero coinvolti nella produzione) e l'opera è "affettuosamente dedicata al vero Gay, Juliet, Sophie, Tina, Hughie, Jonny e Sammy - i Gathorne-Hardy di Great Glemham, Suffolk."

### Forze musicali
Cantanti
La risposta entusiasta del pubblico agli inni della congregazione incorporati nella cantata Saint Nicolas incoraggiò Britten e Crozier a basarsi su questo concetto e fare affidamento sul pubblico stesso per fungere da coro. Le cinque parti per adulti (inclusa quella di Juliet, la ragazza più grande) erano state scritte per cinque membri dell'English Opera Group e le restanti sei parti per bambini sono state riempite da ragazzi e ragazze del Co-operative Society Choir di Ipswich.
Orchestra
Britten scelse modeste forze orchestrali; quartetto d'archi (uno strumento per parte), duetto di pianoforte (quattro mani su un pianoforte) e percussioni (piatto, batteria tenore e grancassa) che richiedono un solo suonatore. La partitura vocale, pubblicata da Boosey & Hawkes nel 1950, incorpora una versione per due pianoforti e percussioni, con notazioni aggiuntive nelle parti per pianoforte da utilizzare se gli strumenti a percussione non sono disponibili.

## Storia dell'esecuzione
Il piccolo spazzacamino è stata la prima opera di Britten interamente concepita, composta e prodotta ad Aldeburgh. I lavori continuarono per tutta la primavera e la prima rappresentazione fu data il 14 giugno 1949 nella Sala del Giubileo. Imogen Holst descrive "un frastuono di commenti entusiasti" dal primo pubblico quando anche i frequentatori dell'opera più esperti alzarono le sopracciglia allo standard previsto dal pubblico/coro ("Cosa! In cinque-quattro?" "Cosa? Ottave ridotte?") e la costernazione di un "critico musicale alto e magro" incerto sulla precisa divisione richiesta per i quattro cori del canto degli uccelli nel "Canto notturno". Lo spettacolo fu un enorme successo, con la finale "Canzone della carrozza" in cui i bambini sul palco improvvisarono una carrozza utilizzando un cavallo a dondolo, un paio di sedie e due ombrelloni per le ruote, salutato come un trionfo.

## Ruoli
| Ruolo (commedia) | Ruolo (opera)                                                               | Registro vocale | Cast della prima 14 giugno 1949 |
| Adulti | Adulti                                                                      | Adulti          | Adulti                          |
| --- | --------------------------------------------------------------------------- | --------------- | ------------------------------- |
| Norman Chaffinch un attore e produttore dilettante zelante ed entusiasta                                                                        | Black Bob un brutale capo degli spazzacamini e Tom cocchiere di Woodbridge  | basso           | Norman Lumsden                  |
| Gladys Parworthy una sua vicina materna e gentile con grande esperienza di recitazione amatoriale                                               | Miss Baggott governante a Iken Hall                                         | contralto       | Gladys Parr                     |
| Elisabeth Parrish insegna inglese e musica presso la scuola locale e ha aiutato i bambini a scrivere la loro opera; alto, carino e appassionato | Rowan la domestica dei cugini di Woodbridge                                 | soprano         | Elisabeth Parry                 |
| Anne Dougall ha da poco lasciato la scuola e lavora in banca; amica di Elisabeth Parrish                                                        | Juliet Brook, 14 anni uno dei bambini a Iken Hall                           | soprano         | Anne Sharp                      |
| Max Westleton, impiegato e ragazzo di lavoro saltuario alla Leiston Printing Works                                                              | Clem Figlio e assistente di Black Bob e Alfred giardiniere presso Iken Hall | tenore          | Max Worthley                    |
| Il Direttore organista presso la chiesa locale                                                                                                  | direttore                                                                   |                 | Norman Del Mar                  |
| Bambini |                                                                             |                 |                                 |
| Johnnie Chaffinch, 15 anni bravo in matematica; sa tutto su fusibili e circuiti                                                                 | Johnny Crome, 15 anni uno dei cugini di Woodbridge                          | voce bianca     | Peter Cousins                   |
| Tina Chaffinch, 9 anni piccolo, tranquillo e timido                                                                                             | Tina Crome, 8 anni uno dei cugini di Woodbridge                             | voce bianca     | Mavis Gardiner                  |
| Gay Denton, 13 anni a casa da scuola per le vacanze                                                                                             | Gay Brook, 13 anni uno dei bambini a Iken Hall                              | voce bianca     | Bruce Hines                     |
| Sophie Stevenson, 11 anni ragazza allegra con un grande sorriso                                                                                 | Sophie Brook, 10 anni uno dei bambini a Iken Hall                           | voce bianca     | Monica Garrod                   |
| Sammy Fisher, 8 anni ragazzo del coro in chiesa; uno dei ragazzi di Miss Parrish                                                                | Sam ("Sammy") Sparrow, 8 anni Il nuovo spazzacamino di Black Bob            | voce bianca     | John Moules                     |
| Hugh Lark, 8 anni anche lui un ragazzo del coro e un giovane                                                                                    | Hugh ("Hughie") Crome, 8 anni La gemella di Tina                            | voce bianca     | Ralph Canham                    |

## Trama
Anno: 1810
Mentre la madre è assente per "vedere papà partire per unirsi alla sua nave", i tre bambini Brook di Iken Hall hanno ospitato i loro tre cugini Crome, insieme alla loro bambinaia. La visita dovrebbe concludersi il giorno successivo.

### Scena 1
La prima canzone del pubblico viene cantata prima che si alzi il sipario per rivelare la scuola dell'infanzia dei bambini a Iken Hall, che Rowan, la tata dei bambini, sta coprendo con teli anti polvere in preparazione di una visita degli spazzacamini. La signorina Baggot, l'anziana governante dalla lingua tagliente, accompagna Black Bob, il capo degli spazzini e suo figlio Clem, "un apprendista scontroso nero come suo padre". Per ultimo arriva Sam, una piccola figura bianca che lotta con una bracciata di secchi e corda. Mentre la signorina Baggot dà le istruzioni, Rowan è scioccata dalla miseria del bambino e implora gli spazzini di non mandarlo su per il camino. Gli spazzini prendono in giro lei e il pallido bianco Sammy, mentre lo spingono su per il suo primo camino, per trasformarlo in un ragazzo nero "da camino". Rowan corre via dalla stanza angosciata e gli spazzini se ne vanno per preparare il prossimo camino.
La porta si apre e Juliet entra furtivamente, prima di salire su una poltrona e coprirsi con un telo contro la polvere. I bambini giocano a nascondino, a quanto pare la versione nota come sardine. Jonny trova Juliet e la raggiunge nel suo nascondiglio, ma il loro gioco viene interrotto da un grido di angoscia di Sammy, che è rimasto bloccato nel camino. Il trambusto attira gli altri quattro bambini, che riescono a liberare lo spazzacamino dalla sua situazione mentre cantano il cantò marinaresco Pull the rope gently (Tira delicatamente la corda). Come Rowan, i bambini sono inorriditi dalle condizioni di Sammy. Decidono di nasconderlo nella stanza dei bambini mentre falsificano una linea di impronte per far sembrare che sia scappato dalla finestra.
La signorina Baggott e Rowan tornano con gli spazzacamini e sono completamente prese dallo stratagemma. Black Bob e Clem corrono alla ricerca di Sammy, inseguiti dalla signorina Baggott che insiste affinché continuino a lavorare. Pensando di essere sola, Rowan canta un'aria, Run, poor sweep-boy (Corri, povero spazzacamino), esprimendo il suo desiderio di poter aiutare Sam a scappare. Sentendo questo, i bambini emergono gradualmente da sotto i teli della polvere e si accingono a convincerla ad aiutarli a portare Sam lontano dagli spazzacamini. Si decide di dargli da mangiare e lavarlo e cala il sipario sui preparativi per il bagno.

### Scena 2
La seconda canzone del pubblico viene nuovamente cantata davanti a un sipario chiuso, descrivendo vividamente gli schizzi e lo sfregamento che si verificano fuori dalla vista. Il sipario si alza per rivelare Sam, "più bianco dei cigni mentre volano" e Juliet inizia a interrogarlo sul suo passato. Rivela che suo padre è un carrettiere che si è rotto l'anca così non può lavorare e Sammy è stato venduto a un apprendistato con gli spazzacamini perché "non c'era niente da mangiare". Sammy dichiara stoicamente che era ora che iniziasse a lavorare, dato che "compirò nove anni il prossimo compleanno", e i bambini ricchi rimangono ancora più sgomenti. Sam rivela che la sua casa è nel villaggio di Little Glemham, che per coincidenza è anche la casa di Rowan.
Jonny concepisce il piano di introdurre di nascosto Sam nel suo baule da viaggio in modo che possa essere portato fuori di casa senza essere visto quando i bambini di Crome se ne andranno il giorno successivo. Rowan è d'accordo, proprio mentre la signorina Baggott ritorna in preda alla rabbia furiosa per il trattamento ricevuto dagli spazzacamini, che l'hanno accusata di nascondere il loro apprendista. C'è una folle corsa per nascondere Sammy e sembrare il più innocente e naturale possibile mentre la signorina Baggott entra nella stanza. Allo spettacolo dello stato sporco, fuligginoso e disordinato della scuola materna, l'ira della governante viene reindirizzata verso i bambini. Vedendo i giocattoli in giro, si avvicina all'armadio dove si nasconde Sammy, allungando la mano verso la maniglia della porta. In preda alla disperazione, Juliet finge uno svenimento, che ha l'effetto desiderato. Tutti si agitano intorno a Juliet, che alla fine viene portata nella sua camera da letto, mentre Jonny rassicura Sam e lo esorta: "stai tranquillo, e domani sarai un uomo libero".

### Scena 3
La terza canzone del pubblico evoca il passare della notte. Per questo il pubblico è diviso in quattro gruppi, facendo le parti di gufi, aironi, tortore e fringuelli impegnati in una gara di canto. Il sipario si alza per rivelare Juliet seduta in vestaglia, mentre Rowan entra portando un vassoio con la sua colazione. Chiamano Sammy fuori dall'armadio e gli danno da mangiare la colazione di Juliet, mentre Juliet canta un'affascinante aria d'addio. Sammy cerca di rifiutare i soldi che Juliet gli dà, ma lei insiste. Entrano gli altri bambini, i tre Crome pronti a partire per casa. Mettono Sammy nel baule di Jonny, con ancora più cibo, solo per incappare in un problema quando si rivela troppo pesante per essere sollevato da Tom il cocchiere e Alfred il giardiniere. I bambini e Rowan si intromettono nella crescente discussione tra Miss Baggot e gli uomini e si offrono di aiutare a sollevare il baule. La forza lavoro in più funziona e Juliet, Gay e Sophie guardano dalla finestra mentre viene caricato nella carrozza portando via Jonny e i gemelli.
Non appena la carrozza in teoria se ne è andata, l'intero cast torna sul palco per la Canzone della carrozza. Formano un tableau con un cavallo a dondolo e sedie disposte a formare una carrozza e cantano insieme al pubblico, descrivendo il viaggio di Sammy verso la sicurezza e la libertà.

## Numeri musicali
| Numero     | Titolo                                                 | Cast                                             |
| ---------- | ------------------------------------------------------ | ------------------------------------------------ |
| I          | La canzone dello spazzacamino, Canzone del pubblico I. | Pubblico, poi Clem e Bob                         |
| II         | Quartetto "Spazza il camino!"                          | Miss Baggott, Rowan, Clem e Bob                  |
| III        | Duetto "Ora il ragazzino bianco"                       | Clem e Bob                                       |
| IIIa       | Nascondino. "Giulietta! Giulietta!"                    | I bambini                                        |
| IV         | Canzone marinara "Tira delicatamente la corda"         | I bambini                                        |
| V          | Ensemble "È ferito?"                                   | Sam e i bambini                                  |
| VI         | Canzone in marcia                                      | I bambini, poi Miss Baggott, Bob e Clem          |
| VII        | Trio                                                   | Miss Baggott, Bob e Clem                         |
| VIII       | Aria "Corri, povero spazzino"                          | Rowan e poi i bambini                            |
| IX         | Bagno di Sammy, Canzone del pubblico II                | Pubblico, poi Rowan e i bambini                  |
| X          | Ensemble "Oh perché piangi?"                           | Sam, Rowan e i bambini                           |
| XI and XII | Pantomima e scena                                      | Miss Baggott                                     |
| XIII       | Finale "Aiuto! Aiuto! È crollata!"                     | Rowan, Miss Baggott e i bambini                  |
| XIV        | La canzone della notte, Canzone del pubblico III       | Pubblico                                         |
| XV         | Aria "Presto la carrozza ti porterà via"               | Juliet                                           |
| XVI        | Ensemble "Morning Sammy"                               | Sam e i bambini                                  |
| XVII       | Trio ed Ensemble "Pronto, Alfred?"                     | Alfred, Tom, Miss Baggott, poi Rowan e i Bambini |
| XVIII      | Canzone della carrozza, Canzone del pubblico IV        | Tutti e il pubblico                              |

## Incisioni
(Direttore/Juliet/Rowan/Sam/Baggott/Clem/Black Bob)
- Del Mar/Sharp/Woolmore/Moules/Parr/Worthley/Lumsden (1949) BBC archive performance, no commercial release
- Britten/Cantelo/Vyvyan/Hemmings/Thomas/Pears/Anthony (1956), Decca
- Kares/Pokorná/Sormová/Prusek/Mixová/Procházka/Hanus (1975, in Czech), Supraphon
- Ledger/Benson/Wells/Monck/Begg/Tear/Lloyd (1977), HMV
- Juzeau/Vautier/Kapeluche/Soula?/Murano/Battedou/Legendre (1979, in French), Adès
- Halsey/Milne/Flowers/Yeo/Palmer/Graham-Hall/Richardson (1996, Weigl movie), Arthaus